# Blast Corps
Blast Corps (in Japan Blast Dozer) ist ein 1997 veröffentlichtes Actionspiel des englischen Entwicklers Rare für die Nintendo-64-Konsole. Ein in dieser Konsequenz ausgesprochen seltenes Spielkonzept – der Spieler muss mit diversen Abbruchfahrzeugen Gebäude und andere Hindernisse zerstören – wird in Blast Corps gut umgesetzt. Der Titel zählt wegen der originellen Idee und gelungener Realisierung zu den besten Spielen, die für das N64 erschienen sind.

## Handlung
Ein mit zwei Atomraketen beladener Transporter, Missile Carrier, wird nach einem Defekt nur noch von einem Autopiloten kontrolliert. Die nukleare Ladung leckt, daher kann kein Personal aufspringen und den Transporter unter die Kontrolle bringen. Der programmierte Kurs zu einem sicheren Detonationsgelände führt fatalerweise durch bebaute Gebiete. Da der Autopilot Hindernissen nicht ausweicht, führt jedes nicht dem Erdboden gleichgemachte Stück der Fahrtroute zu einem Zusammenstoß mit nachfolgender Explosion der Atomraketen. Ein nuklearer Winter wäre die Konsequenz.
Der Spieler hat als Fahrer für das Abbruchunternehmen Blast Corps die Aufgabe, Gebäude abzureißen, Gräben zu verfüllen und sonstige Maßnahmen zu ergreifen, um eine hindernisfreie Fahrtstrecke für den Atomtransport zu schaffen. Dafür stehen ihm eine ganze Reihe von Fahrzeugen und Maschinen mit destruktivem Potenzial aller Art und weitere Hilfsmittel wie TNT zur Verfügung. 

## Spielablauf
Das Spiel startet auf einer Weltkarte mit nur einem verfügbaren Carrier-Level. Bei erfolgreichem Abschluss werden nach und nach die Carrier-Level der höheren Schwierigkeitsstufen freigeschaltet. Durch Finden von versteckten Kommunikationseinheiten können Bonuslevel auf der Weltkarte freigeschaltet werden.
Jedes Level wird anfangs mit einem Schatten markiert, der jedoch mit einer Auszeichnung gefüllt werden kann, die man für das Erfüllen von den zweitrangigen Zielen in Carrier-Leveln bekommt oder durch das Erreichen einer guten Zeit in den Bonusmissionen. Jedes Level wird in der Weltkartenansicht von einem roten oder grünen Ring umschlossen. Ein grüner Ring bedeutet, dass noch nicht alle Kommunikationseinheiten gefunden worden sind und damit noch Bonuslevel freigeschaltet werden können. Bei einem roten Ring sind alle Kommunikationseinheiten im Level gefunden worden.
Das vorrangige Ziel im Spiel ist es, alle Carrier-Levels zu absolvieren, aber auch viele weitere Aufgaben sind danach noch zu lösen.

### Level

#### Carrier-Level
Die Carrier-Level bilden den Zentralpunkt des Spieles. Hier hat der Transporter eine feste Route, die durch einige Hindernisse – gewöhnlicherweise mehrere Gebäude – führt. Der Spieler startet in einem Abrissfahrzeug wie einem Bulldozer, der Ramdozer genannt wird, findet aber andere Fahrzeuge in dem Level. Hauptsächlich geht es in solchen Leveln um Action. Der Spieler muss die Gebäude zerstören, ehe der Transporter mit ihnen kollidiert. Manche Hindernisse erfordern das Lösen von Rätseln, zum Beispiel durch umherschieben von TNT-Kisten oder durch Überbrücken von Gräben mit Blöcken. Für das Freimachen des Weges erhält der Spieler eine Goldmedaille.
Sobald der Weg für den Transporter frei ist, kann der Spieler das Level nochmal anwählen und ohne Zeitlimit alle Geheimnisse suchen und die zweitrangigen Missionsziele erfüllen. Dazu gehört der Abriss sämtlicher Gebäude – was auch die Bewohner befreit, die darin eingeschlossen sind. Zusätzlich muss der Spieler eine Reihe von Strahlungsreduzierungseinheiten (Radiation Dispersal Units − RDUs) finden, die im Level verteilt sind. Manche sind so angeordnet, dass sie dem Spieler den Weg weisen. 100%ige Erfüllung der zweitrangigen Aufgaben werden mit einer weiteren Goldmedaille ausgezeichnet, insgesamt erhält der Spieler also bis zu zwei Goldmedaillen pro Carrier-Level.

#### Bonuslevel
Bei den Bonusleveln muss der Spieler entweder innerhalb eines Zeitlimits alle Gebäude und Objekte zerstören, alle RDUs finden oder ein Rennen fahren. In späteren Bonusleveln mit dem Roboter J-Bomb (siehe Abschnitt Abrissfahrzeuge) kann der Spieler scheitern, wenn der Roboter auf Wasser oder Lava landet.
Vor jedem Renn-Level kann der Spieler das Fahrzeug aussuchen, das er benutzen will. Hier sind Fahrzeuge jedoch nur verfügbar, wenn sie in Carrier-Levels gefunden und gefahren wurden. Manche Rennen verbieten die Auswahl des Fahrzeuges.
Abhängig von der Zeit, die der Spieler erreicht, erhält er dafür eine Bronze-, Silber- oder Goldmedaille.
Sobald alle Carrier-Level absolviert worden sind, wird mit einem Space-Shuttle-Level der Weg zu einem Bonuslevel auf dem Mond freigeschaltet, wo eine niedrige Gravitation herrscht. Hat der Spieler alle Bonuslevel freigeschaltet und überall die Goldmedaille errungen, werden vier weitere Planeten (Merkur, Venus, Mars und Neptun) mit niedriger Gravitation freigeschaltet. Sind auch diese absolviert, so kann der Spieler alle Carrier-Level erneut mit einem Zeitlimit spielen. Hierbei gilt es, nur den Transportweg schnellstmöglich freizuräumen, um in Abhängigkeit von der Zeit eine Bronze-, Silber- oder Goldmedaille zu erlangen. Hat der Spieler erneut überall Gold errungen, kann er mit einer noch knapper bemessenen Zeit Platin erreichen. Das Erreichen von Platin erfordert einen hohen spielerischen Anspruch, da jegliche Fehler Zeit kosten.

### Abrissfahrzeuge
Es gibt einige Abrissfahrzeuge in diesem Spiel. Jedes hat eine verschiedene Methode, Gebäude abzureißen, von Ramdozer, einem einfachen Bulldozer zu J-Bomb – einem Roboter, der hochfliegt um Gebäude einzustampfen.
- Bulldozer (engl. Ramdozer) ist ein gewöhnlicher Bulldozer, der kleinere Gebäude durch einfaches hineinfahren einreißt, aber nur wenig bis keine Schäden bei größeren Gebäuden anrichtet. Er kann TNT-Kisten einfach schieben, was ihm erlaubt, größere Gebäude zu zerstören.
- Monstertruck (engl. Backlash) Der Backlash ist ein ziemlich langsamer Muldenkipper. Rammen ist seine große Schwäche, aber sein gepanzertes Hinterteil hat eine enorme Zerstörungskraft, wenn er ins Schleudern kommt und damit Gebäude rammt. Alternativ kann auch manches Gebiet als eine Rampe genutzt werden um das Fahrzeug abheben zu lassen und so mit Leichtigkeit durch Gebäude hindurchzufahren. Genau wie beim Ramdozer hat das lediglich gegen kleinere Gebäude Sinn.
- Turbobuggy (engl. Skyfall) ist ein kleiner und schneller Dünenbuggy mit einem Turbo, welcher aber einen sehr begrenzten Vorrat hat, sich jedoch wieder regeneriert, wenn er nicht gebraucht wird. Seine Hauptzerstörungsmethode ist es, Rampen hochzufahren und auf den Hindernissen zu landen. Auch dieses Fahrzeug ist nur gegen relativ kleine Hindernisse brauchbar.
- Donnerfaust (engl. Thunderfist) ist ein sehr großer menschenähnlicher Roboter, der ideal zur Zerstörung von großen Gebäuden wie Türmen ist. Er rennt in die Gebäude und schwingt dann zur Seite. Manchmal schwingt er seinen Arm wie ein Kinnhaken eines Boxers. Der Maschine scheint ein Arm zu fehlen, Stromkreise und Kabel ragen aus einer Schulter und es sind gelegentlich Funken zu sehen.
- Crasholator (engl. Cyclone Suit) ist auch ein Roboter, der etwas größer ist als die Spielerfigur, mit dem mittelgroße Gebäude eingerissen werden können. Der Cyclone Suit macht dazu akrobatische Sprünge in die Gebäude.
- J-Bomb ist der dritte der Zerstörungsroboter und etwas kleiner als der Thunderfist. Er hat ein Jetpack auf seinem Rücken, das er zum hochfliegen eines Zielgebäudes benutzt. Der J-Bomb kann dann blitzartig landen, um so das Gebäude einzustampfen. Das Jetpack erlaubt es dem J-Bomb ebenfalls, Gebiete zu erreichen, die mit anderen Fahrzeugen unerreichbar sind.
- Rocket Crusher (engl. Ballista) ist ein Motorrad, das Gebäude mittels eines Raketenwerfers zerstört. Die Raketen sind in begrenzter Menge in Munitionskisten zu erhalten, die im Level verteilt sind.
- XR7-Protocrash (engl. Sideswipe) ist ein Fahrzeug, das Ziele mit Rammböcken, die links und rechts am Fahrzeug sind, zerstört. Die Rammböcke können nur eine begrenzte Zeit eingesetzt werden, jedoch können Rammbockstöße durch Sammeln von "Munitionskisten" erneuert werden, die den Munitionskisten von Ballista sehr ähnlich sehen. Der Sideswipe ähnelt einem Schürfzug.

### Sonstige Fahrzeuge
Es existieren außerdem noch ein paar kleinere Fahrzeuge, welche hauptsächlich in den Rennen genutzt werden. Darunter ein Polizeiauto, ein "Hot Rod" (modelliert nach dem General Lee aus Ein Duke kommt selten allein), ein Sportwagen, der dem Ford Gran Torino aus Starsky & Hutch nachempfunden wurde, und ein Nachbau des Van von dem A-Team. Jedes der Fahrzeuge unterscheidet sich in Handling, Höchstgeschwindigkeit und Beschleunigung, was manche der Fahrzeuge für bestimmte Levels attraktiver macht. Der Sportwagen hat als einziger die Eigenschaft ohne Geschwindigkeitsverlust Offroad und unter Wasser zu fahren. Bestimmte Levels enthalten außerdem einen Zug oder ein Boot, welche eine feste Route abfahren und primär zum Transportieren genutzt werden.

#### Der Hebekran
Der Hebekran ist unbeweglich und langsam und kann nur unter bestimmten Bedingungen etwas zerstören, indem er etwas drauf fallen lässt. Er ist notwendig um Fahrzeuge an einen anderen Punkt zu bewegen, an den sie sonst nicht hinkommen würden.

### Die Ränge
Blast Corps zeichnet den Spieler aus, indem es ihm Ränge gibt. Die Ränge hängen mit den Medaillen zusammen. Es gibt 31 Ränge, die nacheinander in einer bestimmten Reihenfolge folgen, umso höher die Punkte des Spielers sind.
Die Punkte hängen mit der Anzahl und Art der Medaillen zusammen:
- 1 Punkt für jede Bronzemedaille
- 2 Punkte für jede Silbermedaille
- 3 Punkte für jede Goldmedaille
- 4 Punkte für jede Platinmedaille

Alle 12 Punkte erhält der Spieler einen neuen Rang.

## Reaktionen
In einer 2000, also gut ein Jahr vor dem Erscheinen des Nachfolge-Systems, aufgestellten Rangliste mit den besten Spielen für die N64-Konsole, platzierte das US-amerikanische Spieleportal IGN Blast Corps auf Position 21 und würdigte das Spiel als originellsten N64-Titel überhaupt.